# Weissia brachypelma
Weissia brachypelma är en bladmossart som beskrevs av C. Müller 1879. Weissia brachypelma ingår i släktet krusmossor, och familjen Pottiaceae. Inga underarter finns listade i Catalogue of Life.